# توماس س. دوفي
توماس س. دوفي (بالإنجليزية: Thomas C. Duffy)‏ هو موزع وملحن أمريكي، ولد في 17 يونيو 1955.

## وصلات خارجية
- توماس س. دوفي على موقع ميوزك برينز (الإنجليزية)
- توماس س. دوفي على موقع ديسكوغز (الإنجليزية)